# Copa del Món de Rugbi de 2015
La Copa del Món de Rugbi de 2015 va ser la vuitena Copa del Món de Rugbi, el campionat del món de rugbi de seleccions nacionals que s'organitza de forma quadriennal. El torneig fou organitzat per Anglaterra, i tingué lloc del 18 de setembre al 31 d'octubre de 2015.
L'estadi Twickenham a Londres va ser la seu de la final. Anglaterra havia sigut escollida com a seu del torneig al juliol de 2009, superant les candidatures d'Itàlia, el Japó i Sud-àfrica. Els organitzadors de la competició, Rugby World Cup Limited, varen recomanar Anglaterra a la International Rugby Board. Dels 20 equips que competien a la Copa Mundial el 2015, 12 estaven qualificats d'antuvi per haver acabat entre els tres primers llocs dels seus grups de la Copa del Món de 2011. Els altres vuit equips es classificaren a través de torneigs en funció de la seva zona geogràfica. Respecte als 20 països que havien competit al Mundial anterior, el 2011, només es produí un canvi, ja que Uruguai reemplaçà Rússia.

## Elecció de la seu

### Fase preliminar
La International Rugby Board (IRB) va sol·licitar que qualsevol dels seus membres que desitgessin acollir el torneig o l'edició de 2019 ho manifestés abans del 15 d'agost de 2008. Aquesta data era purament per indicar interès, sense que s'hagués de presentar res relatiu al projecte. Aquest interès per una de les dues edicions, formalitzat al registre de l'associació, fou expressat per 10 membres: Austràlia, Anglaterra, Irlanda, Itàlia, Jamaica, Japó, Rússia, Escòcia, Sud-àfrica i Gal·les. L'Argentina, que havia mostrat cert interès a principis de 2008, finalment no va formalitzar candidatura i no va realitzar cap oferta. Dels 10 països que van expressar el seu interès formal, molts retiraren la seva candidatura a principis de 2009. Jamaica va ser el primer a fer-ho, i Rússia ho feu al febrer de 2009 per concentrar-se en la licitació per a la Copa del Món de Rugbi a 7. Austràlia i Irlanda es van retirar a la primavera de 2009, a causa de raons econòmiques, i Escòcia es va retirar a l'abril de 2009 després d'haver estat incapaç d'arribar a cap acord de co-organització del torneig amb algun altre membre. Gal·les va ser l'última nació a retirar-se oficialment, ja que no va poder presentar una oferta en la data límit de presentació dels projectes, el 8 de maig de 2009, tot i que Gal·les va donar suport a la candidatura d'Anglaterra a canvi que alguns partits es juguessin al Millennium Stadium de Cardiff.

### Fase final
Les candidatures que finalment optaren per a organitzar la Copa del Món de Rugbi 2015 foren Anglaterra, Japó, Sud-àfrica i Itàlia. Quatre candidatures confirmades va esdevenir una xifra rècord per a l'organització de la Copa del Món de Rugbi. El 28 de juliol de 2009, la IRB va confirmar que Anglaterra seria la seu de la Copa del Món de Rugbi 2015, i Japó la del 2019, per una votació 16 a 10 a favor d'aprovar la recomanació de Rugbi World Cup Ltd (RWCL) que nominava Anglaterra i el Japó com a amfitrions. RWCL president Bernard Lapasset va revelar el resultat el 28 de juliol de 2009 a la seu de l'IRB.

#### Anglaterra
El setembre de 2007, The Guardian va informar que la Rugby Football Union havia decidit presentar candidatura al torneig. La BBC News confirmava la notícia al febrer de 2009 assegurant que la intenció era presentar una candidatura únicament anglesa, però obrint la possibilitat que alguns partits es juguessin a Escòcia, Gal·les o Irlanda. S'esperava que el Mundial 2015 de Rugbi fos un esdeveniment més en el que a la Gran Bretanya es conegué com la dècada de l'Esport (incloent-hi els Jocs Olímpics d'Estiu de 2012).
Un altre argument a favor de la candidatura anglesa era que l'oferta era econòmicament molt potent, contradients els temors de la IRB en el sentit que l'edició de 2011 provocaria pèrdues financeres. Aquest fet s'apunta com una de les influències perquè l'organització optés per la candidatura anglesa, especialment tenint en compte que el director executiu de la IRB, Francis Baron, va assegurar que el torneig tindria com a objectiu la venda de 3.000.000 d'entrades. La candidatura d'Anglaterra presentava un dossier econòmic on assegurava que es generaria un benefici de 300 milions de lliures per a l'IRB, 220 milions de lliures en conceptes de radiodifusió, patrocinis i marxandatge i 80 milions de lliures per les inscripcions en el torneig.

#### Itàlia
Itàlia va manifestar el seu desig d'acollir, i va presentar un projecte per organitzar la Copa del Món de Rugbi, o l'any 2015 o a l'edició de 2019. La candidatura italiana es va confirmar el 20 de juliol de 2008. Els membres de l'organització de la candidatura d'Itàlia van declarar que el principal objectiu de la candidatura era "l'ampliació de les fronteres del nostre esport". Va ser un lema que aprofitava el corrent del moment a conseqüència que la Copa del Món de Rugbi de 2007 fou la primera organitzada per un país de parla no anglesa, França.
L'oferta italiana incloïa partits en grans ciutats i estadis del país i va prometre un sistema de tren ràpid. La Federació Italiana de Rugby (FIR) va incloure també la importància de la població i el creixement del rugbi a Itàlia, especialment des que es va unir al Torneig de les Sis Nacions a l'any 2000.
L'Stadio Olimpico de Roma era la proposta de la candidatura per a albergar la final i el partit inaugural. Milà i Nàpols també formaven part de la candidatura, que incloïa l'Stade Vélodrome de Marsella, a França seu de molts partits europeus del RC Toulon.

#### Japó
La Japan Rugby Football Union presentar oficialment la candidatura a la IRB al maig de 2009. El Japó era una de les favorites per a albergar el mundial després d'acabar segona en la licitació de l'edició de 2011. La seva candidatura es veia com un via per a obrir el rugbi al mercat asiàtic, a una població de 127 milions, a una gran economia, i la seva capacitat de col·locar el rugbi davant una nova audiència asiàtica el convertien en favorit. D'altra banda, el rugbi al Japó es desenvolupava molt ràpidament, de forma que ja hi havia més llicències que en alguns països que participaven en el Torneig de les Sis Nacions. La Top League del Japó era un aparador per al rugbi japonès, i hi havia entusiasme popular per l'entrada del Japó en la Rugbi World Cup. L'experiència del Japó com a co-amfitrió de la Copa del Món de Futbol de 2002 era també un element a tenir en compte, ja que el Japó ja tenia els estadis i la infraestructura necessaris.

#### Sud-àfrica
La South African Rugby Union (SARU) havia confirmat la seva intenció de presentar candidatura per al torneig de 2015 el maig de 2009. Sud-àfrica havia fracassat en la cursa per l'edició de 2011. Els punts forts de l'oferta de Sud-àfrica eren que es trobava a la mateixa zona horària que Europa, el mercat de la televisió més ric des del punt de vista de rugbi, i que Sud-àfrica van ser els campions del mundial que havien acollit amb èxit l'any 1995. A més a més, estaven en el procés de construcció de grans estadis per a la llavors pròxima Copa del Món de Futbol de 2010.

## Elecció final
Les nacions que arribaren a la fase final per decidir l'amfitriona del mundial de rugbi de 2015 foren Anglaterra, Japó, Sud-àfrica i Itàlia. El fet que hi hagués 4 ofertes constituïa un autèntic record en una cursa per ser nomenada seu. El 28 de juliol de 2009, la IRB va confirmar que Anglaterra seria la seu de la Copa del Món de Rugbi a 15 de 2015, i Japó ho seria de l'edició de 2019, amb 16 vots a favor i 10 en contra.

## Seus
Les seus dels 48 partits del torneig foren les següents:
| Londres                                            | Londres | Cardiff | Manchester | Londres                                           |
| -------------------------------------------------- | --- | --- | --- | ------------------------------------------------- |
| Twickenham                                         | Wembley Stadium | Millennium Stadium | Manchester City Stadium | Estadi Olímpic de Londres                         |
| 51° 27′ 22″ N, 0° 20′ 30″ O / 51.45611°N,0.34167°O | 51° 33′ 21″ N, 0° 16′ 47″ O / 51.55583°N,0.27972°O | 51° 28′ 40″ N, 3° 11′ 0″ O / 51.47778°N,3.18333°O | 53° 28′ 59″ N, 2° 12′ 1″ O / 53.48306°N,2.20028°O | 51° 32′ 19″ N, 0° 0′ 59″ O / 51.53861°N,0.01639°O |
| Capacitat: 82.000                                  | Capacitat: 90.000 | Capacitat: 74.500 | Capacitat: 56.000 (ampliació) En construcció: L'agost de 2015 | Capacitat: 54.000                                 |
|                                                    | | | |                                                   |
| Newcastle                                          | WembleyEstadi Olímpic de LondresTwickenhamVilla ParkBrighton Community StadiumManchester City StadiumSandy ParkMillennium StadiumKingsholm StadiumElland RoadLeicester City StadiumStadium mkSt. James' Park Localització dels 13 estadis on es jugaran partits de la Copa del Món de Rugbi a 15, anunciat el 2 de maig de 2013. | WembleyEstadi Olímpic de LondresTwickenhamVilla ParkBrighton Community StadiumManchester City StadiumSandy ParkMillennium StadiumKingsholm StadiumElland RoadLeicester City StadiumStadium mkSt. James' Park Localització dels 13 estadis on es jugaran partits de la Copa del Món de Rugbi a 15, anunciat el 2 de maig de 2013. | WembleyEstadi Olímpic de LondresTwickenhamVilla ParkBrighton Community StadiumManchester City StadiumSandy ParkMillennium StadiumKingsholm StadiumElland RoadLeicester City StadiumStadium mkSt. James' Park Localització dels 13 estadis on es jugaran partits de la Copa del Món de Rugbi a 15, anunciat el 2 de maig de 2013. | Birmingham                                        |
| St. James' Park                                    | WembleyEstadi Olímpic de LondresTwickenhamVilla ParkBrighton Community StadiumManchester City StadiumSandy ParkMillennium StadiumKingsholm StadiumElland RoadLeicester City StadiumStadium mkSt. James' Park Localització dels 13 estadis on es jugaran partits de la Copa del Món de Rugbi a 15, anunciat el 2 de maig de 2013. | WembleyEstadi Olímpic de LondresTwickenhamVilla ParkBrighton Community StadiumManchester City StadiumSandy ParkMillennium StadiumKingsholm StadiumElland RoadLeicester City StadiumStadium mkSt. James' Park Localització dels 13 estadis on es jugaran partits de la Copa del Món de Rugbi a 15, anunciat el 2 de maig de 2013. | WembleyEstadi Olímpic de LondresTwickenhamVilla ParkBrighton Community StadiumManchester City StadiumSandy ParkMillennium StadiumKingsholm StadiumElland RoadLeicester City StadiumStadium mkSt. James' Park Localització dels 13 estadis on es jugaran partits de la Copa del Món de Rugbi a 15, anunciat el 2 de maig de 2013. | Villa Park                                        |
| Capacitat: 52.387                                  | WembleyEstadi Olímpic de LondresTwickenhamVilla ParkBrighton Community StadiumManchester City StadiumSandy ParkMillennium StadiumKingsholm StadiumElland RoadLeicester City StadiumStadium mkSt. James' Park Localització dels 13 estadis on es jugaran partits de la Copa del Món de Rugbi a 15, anunciat el 2 de maig de 2013. | WembleyEstadi Olímpic de LondresTwickenhamVilla ParkBrighton Community StadiumManchester City StadiumSandy ParkMillennium StadiumKingsholm StadiumElland RoadLeicester City StadiumStadium mkSt. James' Park Localització dels 13 estadis on es jugaran partits de la Copa del Món de Rugbi a 15, anunciat el 2 de maig de 2013. | WembleyEstadi Olímpic de LondresTwickenhamVilla ParkBrighton Community StadiumManchester City StadiumSandy ParkMillennium StadiumKingsholm StadiumElland RoadLeicester City StadiumStadium mkSt. James' Park Localització dels 13 estadis on es jugaran partits de la Copa del Món de Rugbi a 15, anunciat el 2 de maig de 2013. | Capacitat: 42.788                                 |
| 54° 58′ 32″ N, 1° 37′ 18″ O / 54.97556°N,1.62167°O | WembleyEstadi Olímpic de LondresTwickenhamVilla ParkBrighton Community StadiumManchester City StadiumSandy ParkMillennium StadiumKingsholm StadiumElland RoadLeicester City StadiumStadium mkSt. James' Park Localització dels 13 estadis on es jugaran partits de la Copa del Món de Rugbi a 15, anunciat el 2 de maig de 2013. | WembleyEstadi Olímpic de LondresTwickenhamVilla ParkBrighton Community StadiumManchester City StadiumSandy ParkMillennium StadiumKingsholm StadiumElland RoadLeicester City StadiumStadium mkSt. James' Park Localització dels 13 estadis on es jugaran partits de la Copa del Món de Rugbi a 15, anunciat el 2 de maig de 2013. | WembleyEstadi Olímpic de LondresTwickenhamVilla ParkBrighton Community StadiumManchester City StadiumSandy ParkMillennium StadiumKingsholm StadiumElland RoadLeicester City StadiumStadium mkSt. James' Park Localització dels 13 estadis on es jugaran partits de la Copa del Món de Rugbi a 15, anunciat el 2 de maig de 2013. | 52° 30′ 33″ N, 1° 53′ 5″ O / 52.50917°N,1.88472°O |
|                                                    | WembleyEstadi Olímpic de LondresTwickenhamVilla ParkBrighton Community StadiumManchester City StadiumSandy ParkMillennium StadiumKingsholm StadiumElland RoadLeicester City StadiumStadium mkSt. James' Park Localització dels 13 estadis on es jugaran partits de la Copa del Món de Rugbi a 15, anunciat el 2 de maig de 2013. | WembleyEstadi Olímpic de LondresTwickenhamVilla ParkBrighton Community StadiumManchester City StadiumSandy ParkMillennium StadiumKingsholm StadiumElland RoadLeicester City StadiumStadium mkSt. James' Park Localització dels 13 estadis on es jugaran partits de la Copa del Món de Rugbi a 15, anunciat el 2 de maig de 2013. | WembleyEstadi Olímpic de LondresTwickenhamVilla ParkBrighton Community StadiumManchester City StadiumSandy ParkMillennium StadiumKingsholm StadiumElland RoadLeicester City StadiumStadium mkSt. James' Park Localització dels 13 estadis on es jugaran partits de la Copa del Món de Rugbi a 15, anunciat el 2 de maig de 2013. |                                                   |
| Leeds                                              | WembleyEstadi Olímpic de LondresTwickenhamVilla ParkBrighton Community StadiumManchester City StadiumSandy ParkMillennium StadiumKingsholm StadiumElland RoadLeicester City StadiumStadium mkSt. James' Park Localització dels 13 estadis on es jugaran partits de la Copa del Món de Rugbi a 15, anunciat el 2 de maig de 2013. | WembleyEstadi Olímpic de LondresTwickenhamVilla ParkBrighton Community StadiumManchester City StadiumSandy ParkMillennium StadiumKingsholm StadiumElland RoadLeicester City StadiumStadium mkSt. James' Park Localització dels 13 estadis on es jugaran partits de la Copa del Món de Rugbi a 15, anunciat el 2 de maig de 2013. | WembleyEstadi Olímpic de LondresTwickenhamVilla ParkBrighton Community StadiumManchester City StadiumSandy ParkMillennium StadiumKingsholm StadiumElland RoadLeicester City StadiumStadium mkSt. James' Park Localització dels 13 estadis on es jugaran partits de la Copa del Món de Rugbi a 15, anunciat el 2 de maig de 2013. | Leicester                                         |
| Elland Road                                        | WembleyEstadi Olímpic de LondresTwickenhamVilla ParkBrighton Community StadiumManchester City StadiumSandy ParkMillennium StadiumKingsholm StadiumElland RoadLeicester City StadiumStadium mkSt. James' Park Localització dels 13 estadis on es jugaran partits de la Copa del Món de Rugbi a 15, anunciat el 2 de maig de 2013. | WembleyEstadi Olímpic de LondresTwickenhamVilla ParkBrighton Community StadiumManchester City StadiumSandy ParkMillennium StadiumKingsholm StadiumElland RoadLeicester City StadiumStadium mkSt. James' Park Localització dels 13 estadis on es jugaran partits de la Copa del Món de Rugbi a 15, anunciat el 2 de maig de 2013. | WembleyEstadi Olímpic de LondresTwickenhamVilla ParkBrighton Community StadiumManchester City StadiumSandy ParkMillennium StadiumKingsholm StadiumElland RoadLeicester City StadiumStadium mkSt. James' Park Localització dels 13 estadis on es jugaran partits de la Copa del Món de Rugbi a 15, anunciat el 2 de maig de 2013. | Leicester City Stadium                            |
| 53° 46′ 40″ N, 1° 34′ 20″ O / 53.77778°N,1.57222°O | WembleyEstadi Olímpic de LondresTwickenhamVilla ParkBrighton Community StadiumManchester City StadiumSandy ParkMillennium StadiumKingsholm StadiumElland RoadLeicester City StadiumStadium mkSt. James' Park Localització dels 13 estadis on es jugaran partits de la Copa del Món de Rugbi a 15, anunciat el 2 de maig de 2013. | WembleyEstadi Olímpic de LondresTwickenhamVilla ParkBrighton Community StadiumManchester City StadiumSandy ParkMillennium StadiumKingsholm StadiumElland RoadLeicester City StadiumStadium mkSt. James' Park Localització dels 13 estadis on es jugaran partits de la Copa del Món de Rugbi a 15, anunciat el 2 de maig de 2013. | WembleyEstadi Olímpic de LondresTwickenhamVilla ParkBrighton Community StadiumManchester City StadiumSandy ParkMillennium StadiumKingsholm StadiumElland RoadLeicester City StadiumStadium mkSt. James' Park Localització dels 13 estadis on es jugaran partits de la Copa del Món de Rugbi a 15, anunciat el 2 de maig de 2013. | 52° 37′ 13″ N, 1° 8′ 32″ O / 52.62028°N,1.14222°O |
| Capacitat: 37.900                                  | WembleyEstadi Olímpic de LondresTwickenhamVilla ParkBrighton Community StadiumManchester City StadiumSandy ParkMillennium StadiumKingsholm StadiumElland RoadLeicester City StadiumStadium mkSt. James' Park Localització dels 13 estadis on es jugaran partits de la Copa del Món de Rugbi a 15, anunciat el 2 de maig de 2013. | WembleyEstadi Olímpic de LondresTwickenhamVilla ParkBrighton Community StadiumManchester City StadiumSandy ParkMillennium StadiumKingsholm StadiumElland RoadLeicester City StadiumStadium mkSt. James' Park Localització dels 13 estadis on es jugaran partits de la Copa del Món de Rugbi a 15, anunciat el 2 de maig de 2013. | WembleyEstadi Olímpic de LondresTwickenhamVilla ParkBrighton Community StadiumManchester City StadiumSandy ParkMillennium StadiumKingsholm StadiumElland RoadLeicester City StadiumStadium mkSt. James' Park Localització dels 13 estadis on es jugaran partits de la Copa del Món de Rugbi a 15, anunciat el 2 de maig de 2013. | Capacitat: 32.262                                 |
|                                                    | WembleyEstadi Olímpic de LondresTwickenhamVilla ParkBrighton Community StadiumManchester City StadiumSandy ParkMillennium StadiumKingsholm StadiumElland RoadLeicester City StadiumStadium mkSt. James' Park Localització dels 13 estadis on es jugaran partits de la Copa del Món de Rugbi a 15, anunciat el 2 de maig de 2013. | WembleyEstadi Olímpic de LondresTwickenhamVilla ParkBrighton Community StadiumManchester City StadiumSandy ParkMillennium StadiumKingsholm StadiumElland RoadLeicester City StadiumStadium mkSt. James' Park Localització dels 13 estadis on es jugaran partits de la Copa del Món de Rugbi a 15, anunciat el 2 de maig de 2013. | WembleyEstadi Olímpic de LondresTwickenhamVilla ParkBrighton Community StadiumManchester City StadiumSandy ParkMillennium StadiumKingsholm StadiumElland RoadLeicester City StadiumStadium mkSt. James' Park Localització dels 13 estadis on es jugaran partits de la Copa del Món de Rugbi a 15, anunciat el 2 de maig de 2013. |                                                   |
| Gloucester                                         | Exeter | Milton Keynes | Brighton |                                                   |
| Kingsholm Stadium                                  | Sandy Park | Stadium mk | Brighton Community Stadium |                                                   |
| 51° 52′ 18″ N, 2° 14′ 34″ O / 51.87167°N,2.24278°O | 50° 42′ 33.51″ N, 3° 28′ 3.26″ O / 50.7093083°N,3.4675722°O | 52° 00′ 34″ N, 00° 44′ 00″ O / 52.00944°N,0.73333°O | 50° 51′ 42″ N, 0° 4′ 59.80″ O / 50.86167°N,0.0832778°O |                                                   |
| Capacitat: 16.500                                  | Capacitat: 12.500 (ampliació) En construcció: pel 2015 | Capacitat: 30.500 | Capacitat: 30.750 |                                                   |
|                                                    | | | |                                                   |

### Seus dels equips
Hi haurà 41 seus que actuaran com a base per als diferents equips que participen. Totes aquestes seus foren escollides després d'un rigorós procés de selecció que va incloure un programa ampli i detallat de visites a les instal·lacions. Cada base d'equip consistirà en una instal·lació d'entrenament a l'aire lliure i una de coberta, una piscina, un gimnàs i un hotel.
| Selecció        | Seu/s |
| --------------- | --- |
| Argentina       | St George's Park Haileybury School Cheltenham RFC (Cheltenham RFC, Leisure@, Gym 66) |
| Austràlia       | Dulwich College University of Bath |
| Canadà          | Leicester Grammar School Cardiff Metropolitan University Swansea University (Swansea University, Wales National Pool) West Park Leeds RUFC (West Park Leeds RUFC, John Charles Centre for Sport) |
| Anglaterra      | Pennyhill Park Hotel Salford (AJ Bell Stadium, Irlam & Cadishead Leisure Centre) |
| Fiji            | Swansea University (Swansea University, Wales National Pool) Londres Irish RFC (Londres Irish RFC, Elmbridge Xcel Leisure Complex) Milton Keynes & MK Dons (Woughton on the Green, Bletchley Leisure Centre) |
| França          | The Vale Resort Trinity School Croydon |
| Geòrgia         | Woodbury Park & Bicton College (Woodbury Park Hotel & Golf Club, Bicton College) Bristol & SGS Wise (South Gloucestershire & Stroud College, Bradley Stoke Leisure Centre) Celtic Manor Resort & Newport (Newport High School/Active Living Centre, The Celtic Academy)                                                                                      |
| Irlanda         | St George's Park Surrey Sports Park Sport Wales National Centre Celtic Manor Resort & Newport (Newport High School/Active Living Centre, The Celtic Academy) |
| Itàlia          | Surrey Sports Park Cobham RFC (Cobham RFC, ACS Cobham) |
| Japó            | Warwick School Brighton College |
| Namíbia         | Loughborough University Cobham RFC (Cobham RFC, ACS Cobham) Plymouth (St Mark & St John Uni., Plymouth RFC, Plymouth Life Centre & Royal Navy RU) |
| Nova Zelanda    | Sport Wales National Centre The Lensbury & St Mary's University Darlington Mowden Park RFC (Darlington Mowden Park RFC, Middlesbrough FC) |
| Romania         | Dulwich College Woodbury Park & Bicton College (Woodbury Park Hotel & Golf Club, Bicton College) Sutton Coldfield RFC (Sutton Coldfield RFC, Birmingham Met. College, Wyndley Leisure Centre, CrossFitB76) |
| Samoa           | Milton Keynes & MK Dons (Woughton on the Green, Bletchley Leisure Centre) University of Brighton (University of Brighton, Prince Regent Swimming Complex) Gateshead (Gateshead International Stadium, Gateshead Leisure Centre, Gateshead College) Sutton Coldfield RFC (Sutton Coldfield RFC, Birmingham Met. College, Wyndley Leisure Centre, CrossFitB76) |
| Escòcia         | Hartpury College Newcastle Royal Grammar School Leeds Metropolitan University & University of Leeds |
| Sud-àfrica      | University of Birmingham The Lensbury & St Mary's University Eastbourne College & University of Brighton Gateshead (Gateshead International Stadium, Gateshead Leisure Centre, Gateshead College) |
| Tonga           | University of Exeter Loughborough University University of Northumbria Cheltenham RFC (Cheltenham RFC, Leisure@, Gym 66) |
| Estats Units    | Hartpury College Haileybury School Royal Navy Rugby Union Leeds Trinity University (Leeds Trinity University, Kirkstall Leisure Centre) |
| Gal·les         | The Vale Resort Londres Irish RFC (Londres Irish RFC, Elmbridge Xcel Leisure Complex) |
| Uruguai         | Moulton College Loughborough University Manchester (Broughton Park RUFC, The Hough End Centre, Manchester Aquatics Centre) Celtic Manor Resort & Newport (Newport High School/Active Living Centre, The Celtic Academy) |
| Knock-out phase | The Vale Resort Londres Irish RFC Surrey Sports Park Swansea University Pennyhill Park Hotel Sport Wales National Centre Celtic Manor Resort & Newport The Lensbury & St Mary's University |

## Classificació

País classificat
País eliminat
No membre de la IRB

Anglaterra, com a país amfitrió i tots els equips que van quedar entre els 3 primers dels seus grups a la Copa del Món de Rugbi a 15 de 2011, estaven classificades d'ofici i no van haver de seguir cap mena de procés de classificació. El procés de qualificació dels equips restants es fa en funció de la regió a la qual pertanyia cada selecció i als torneigs que aquesta organitza, com la European Nations Cup en el cas europeu.

### Els equips classificats
Un total de 20 equips dels 5 continents jugaran a la fase final del torneig. 

| Equips Asiàtics - Japó Equips Africans - Sud-àfrica - Namíbia Equips Americans - Argentina - Canadà - Estats Units - Uruguai | Equips Europeus - Anglaterra - França - Geòrgia - Irlanda - Itàlia - Romania - Escòcia - Gal·les | Equips d'Oceania - Austràlia - Fiji - Nova Zelanda - Samoa - Tonga |  |

## Partits de preparació
Com ja és tradició al Rugbi, en les jornades prèvies al mundial es realitzaran un seguit de partits amistosos coneguts com a "warm-up matches". En aquesta ocasió, alguns es van fer a la primavera i altres es juguen al mes d'agost.

## Cos d'Àrbitres
L'equip d'àrbitres encarregats del torneig foren anunciats el 7 d'abril de 2015 
| Àrbitres - Wayne Barnes (Anglaterra) - George Clancy (Irlanda) - JP Doyle (Anglaterra) - Jérôme Garcès (França) - Pascal Gaüzère (França) - Glen Jackson (Nova Zelanda) - Craig Joubert (Sud-àfrica) - John Lacey (Irlanda) - Nigel Owens (Gal·les) - Jaco Peyper (Sud-àfrica) - Romain Poite (França) - Chris Pollock (Nova Zelanda) | Àrbitres assistents - Federico Anselmi (Argentina) - Stuart Berry (Sud-àfrica) - Mike Fraser (Nova Zelanda) - Angus Gardner (Austràlia) - Leighton Hodges (Gal·les) - Marius Mitrea (Itàlia) - Mathieu Raynal (França) Àrbitres de TV - George Ayoub (Austràlia) - Graham Hughes (Anglaterra) - Ben Skeen (Nova Zelanda) - Shaun Veldsman (Sud-àfrica) |

## Fase de Grups

### Sorteig
La primera ronda o fase de grups, es componia dels 20 equips dividits en quatre grups de cinc equips cada grup, seguint el mateix format que es va utilitzar en les edicions de 2003, 2007, i 2011. El sorteig es va celebrar en un dels llocs més emblemàtics de la capital anglesa, la Tate Modern, el 3 de desembre de 2012, i dividia als 12 classificats automàticament en tres bombos en funció del seu lloc en la darrera classificació mundial. Malgrat que es desconevien els 8 equips restants, que s'havien de decidir en la fase de classificació, la seva posició en un dels grups també fou sortejada.
Bombo 1: Nova Zelanda (1), Sud-àfrica (2), Austràlia (3), França (4)
Bombo 2 : Anglaterra (5), Irlanda (6), Samoa (7), Argentina (8)
Bombo 3: Gal·les (9), Itàlia (10), Tonga (11), Escòcia (12)
Bombo 4: Oceania 1, Europa 1, Àsia 1, Amèrica 1
Bombo 5: Àfrica 1, Europa 2, Amèrica 2, guanyador de la respesca
El resultat del sorteig, combinat amb la fase de classificació, es resumeix en la següent taula:
| Grup A                                            | Grup B                                             | Grup C                                               | Grup D                                       |
| ------------------------------------------------- | -------------------------------------------------- | ---------------------------------------------------- | -------------------------------------------- |
| Austràlia · Anglaterra · Gal·les · Fiji · Uruguai | Sud-àfrica · Samoa · Escòcia · Japó · Estats Units | Nova Zelanda · Argentina · Tonga · Geòrgia · Namíbia | França · Irlanda · Itàlia · Canadà · Romania |

La resolució dels grups es feu a partir del sistema de lliga de tots contra tots a una sola volta. Els dos primers de cada grup avançaven a quarts de final, mentre que els tres primers de cada grup es classificaven automàticament per a la Copa del món de Rugbi a 15 de 2019.

### Grup A
| Clau de Colors | Clau de Colors                                                               |
| -------------- | ---------------------------------------------------------------------------- |
|                | Avança a la fase final i es classificat per la Copa del Món de Rugbi de 2019 |
|                | Classificat per la Copa del Món de Rugbi de 2019                             |

| Equip      | J | G | E | P | Assaigs | Punts favor | Punts contra | Diferència | Punts Bonus | Punts |
| ---------- | - | - | - | - | ------- | ----------- | ------------ | ---------- | ----------- | ----- |
| Austràlia  | 4 | 4 | 0 | 0 | 17      | 141         | 35           | +106       | 1           | 17    |
| Gal·les    | 4 | 3 | 0 | 1 | 11      | 111         | 62           | +49        | 1           | 13    |
| Anglaterra | 4 | 2 | 0 | 2 | 16      | 133         | 75           | +58        | 3           | 11    |
| Fiji       | 4 | 1 | 0 | 3 | 10      | 84          | 101          | –17        | 1           | 5     |
| Uruguai    | 4 | 0 | 0 | 4 | 2       | 30          | 226          | –196       | 0           | 0     |

| 18 de setembre de 2015 | Anglaterra | 35-11 | Fiji      | Twickenham Stadium, Londres         |
| 20 de setembre de 2015 | Gal·les    | 54-9  | Uruguai   | Millennium Stadium, Cardiff         |
| 23 de setembre de 2015 | Austràlia  | 28-13 | Fiji      | Millennium Stadium, Cardiff         |
| 26 de setembre de 2015 | Anglaterra | 25-28 | Gal·les   | Twickenham Stadium, Londres         |
| 27 de setembre de 2015 | Austràlia  | 65-3  | Uruguai   | Villa Park, Birmingham              |
| 1 d'octubre de 2015    | Gal·les    | 23-13 | Fiji      | Millennium Stadium, Cardiff         |
| 3 d'octubre de 2015    | Anglaterra | 13-33 | Austràlia | Twickenham Stadium, Londres         |
| 6 d'octubre de 2015    | Uruguai    | 15-47 | Fiji      | Stadium mk, Milton Keynes           |
| 10 d'octubre de 2015   | Austràlia  | 15-6  | Gal·les   | Twickenham Stadium, Londres         |
| 10 d'octubre de 2015   | Anglaterra | 60-3  | Uruguai   | Manchester City Stadium, Manchester |

### Grup B
| Clau de Colors | Clau de Colors                                                               |
| -------------- | ---------------------------------------------------------------------------- |
|                | Avança a la fase final i es classificat per la Copa del Món de Rugbi de 2019 |
|                | Classificat per la Copa del Món de Rugbi de 2019                             |

| Equip        | J | G | E | P | Assaigs | Punts favor | Punts contra | Diferència | Punts Bonus | Punts |
| ------------ | - | - | - | - | ------- | ----------- | ------------ | ---------- | ----------- | ----- |
| Sud-àfrica   | 4 | 3 | 0 | 1 | 23      | 176         | 56           | +120       | 4           | 16    |
| Escòcia      | 4 | 3 | 0 | 1 | 14      | 136         | 93           | +43        | 2           | 14    |
| Japó         | 4 | 3 | 0 | 1 | 9       | 98          | 100          | –2         | 0           | 12    |
| Samoa        | 4 | 1 | 0 | 3 | 7       | 69          | 124          | –55        | 2           | 6     |
| Estats Units | 4 | 0 | 0 | 4 | 5       | 50          | 156          | –106       | 0           | 0     |

| 19 de setembre de 2015 | Sud-àfrica   | 32-34 | Japó         | Brighton Community Stadium, Brighton |
| 20 de setembre de 2015 | Samoa        | 25-16 | Estats Units | Brighton Community Stadium, Brighton |
| 23 de setembre de 2015 | Escòcia      | 45-10 | Japó         | Kingsholm, Gloucester                |
| 26 de setembre de 2015 | Sud-àfrica   | 46-6  | Samoa        | Villa Park, Birmingham               |
| 27 de setembre de 2015 | Escòcia      | 39-16 | Estats Units | Elland Road, Leeds                   |
| 3 d'octubre de 2015    | Samoa        | 5-26  | Japó         | Stadium mk, Milton Keynes            |
| 3 d'octubre de 2015    | Sud-àfrica   | 26-16 | Escòcia      | St. James' Park, Newcastle           |
| 7 d'octubre de 2015    | Sud-àfrica   | 64-0  | Estats Units | Estadi Olímpic de Londres, Londres   |
| 10 d'octubre de 2015   | Samoa        | 33-36 | Escòcia      | St. James' Park, Newcastle           |
| 11 d'octubre de 2015   | Estats Units | 18-28 | Japó         | Kingsholm, Gloucester                |

### Grup C
| Clau de Colors | Clau de Colors                                                               |
| -------------- | ---------------------------------------------------------------------------- |
|                | Avança a la fase final i es classificat per la Copa del Món de Rugbi de 2019 |
|                | Classificat per la Copa del Món de Rugbi de 2019                             |

| Equip        | J | G | E | P | Assaigs | Punts favor | Punts contra | Diferència | Punts Bonus | Punts |
| ------------ | - | - | - | - | ------- | ----------- | ------------ | ---------- | ----------- | ----- |
| Nova Zelanda | 4 | 4 | 0 | 0 | 25      | 174         | 49           | +125       | 3           | 19    |
| Argentina    | 4 | 3 | 0 | 1 | 22      | 179         | 70           | +109       | 3           | 15    |
| Geòrgia      | 4 | 2 | 0 | 2 | 5       | 53          | 123          | –70        | 0           | 8     |
| Tonga        | 4 | 1 | 0 | 3 | 8       | 70          | 130          | –60        | 2           | 6     |
| Namíbia      | 4 | 0 | 0 | 4 | 8       | 70          | 174          | –104       | 1           | 1     |

| 19 de setembre de 2015 | Tonga        | 10-17 | Geòrgia   | Kingsholm, Gloucester              |
| 20 de setembre de 2015 | Nova Zelanda | 26-16 | Argentina | Wembley Stadium, Londres           |
| 24 de setembre de 2015 | Nova Zelanda | 58-14 | Namíbia   | Estadi Olímpic de Londres, Londres |
| 25 de setembre de 2015 | Argentina    | 54-9  | Geòrgia   | Kingsholm, Gloucester              |
| 29 de setembre de 2015 | Tonga        | 35-21 | Namíbia   | Sandy Park, Exeter                 |
| 2 d'octubre de 2015    | Nova Zelanda | 43-10 | Geòrgia   | Millennium Stadium, Cardiff        |
| 4 d'octubre de 2015    | Argentina    | 45-16 | Tonga     | Leicester City Stadium, Leicester  |
| 7 d'octubre de 2015    | Namíbia      | 16-17 | Geòrgia   | Sandy Park, Exeter                 |
| 9 d'octubre de 2015    | Nova Zelanda | 47-9  | Tonga     | St. James' Park, Newcastle         |
| 11 d'octubre de 2015   | Argentina    | 64-19 | Namíbia   | Leicester City Stadium, Leicester  |

### Grup D
| Clau de Colors | Clau de Colors                                                               |
| -------------- | ---------------------------------------------------------------------------- |
|                | Avança a la fase final i es classificat per la Copa del Món de Rugbi de 2019 |
|                | Classificat per la Copa del Món de Rugbi de 2019                             |

| Equip   | J | G | E | P | Assaigs | Punts favor | Punts contra | Diferència | Punts Bonus | Punts |
| ------- | - | - | - | - | ------- | ----------- | ------------ | ---------- | ----------- | ----- |
| Irlanda | 4 | 4 | 0 | 0 | 16      | 134         | 35           | +99        | 2           | 18    |
| França  | 4 | 3 | 0 | 1 | 12      | 120         | 63           | +57        | 2           | 14    |
| Itàlia  | 4 | 2 | 0 | 2 | 7       | 74          | 88           | –14        | 2           | 10    |
| Romania | 4 | 1 | 0 | 3 | 7       | 60          | 129          | –69        | 0           | 4     |
| Canadà  | 4 | 0 | 0 | 4 | 7       | 58          | 131          | –73        | 2           | 2     |

| 19 de setembre de 2015 | Irlanda | 50-7  | Canadà  | Millennium Stadium, Cardiff        |
| 19 de setembre de 2015 | França  | 32-10 | Itàlia  | Twickenham Stadium, Londres        |
| 23 de setembre de 2015 | França  | 38-11 | Romania | Estadi Olímpic de Londres, Londres |
| 26 de setembre de 2015 | Itàlia  | 23-18 | Canadà  | Elland Road, Leeds                 |
| 27 de setembre de 2015 | Irlanda | 44-10 | Romania | Wembley Stadium, Londres           |
| 1 d'octubre de 2015    | França  | 41-18 | Canadà  | Stadium mk, Milton Keynes          |
| 4 d'octubre de 2015    | Irlanda | 16-9  | Itàlia  | Estadi Olímpic de Londres, Londres |
| 6 d'octubre de 2015    | Canadà  | 15-17 | Romania | Leicester City Stadium, Leicester  |
| 11 d'octubre de 2015   | Itàlia  | 32-22 | Romania | Sandy Park, Exeter                 |
| 11 d'octubre de 2015   | França  | 9-24  | Irlanda | Millennium Stadium, Cardiff        |

## Fase eliminatòria
|  | Quarts de final                           | Quarts de final                          |                                          |           | Semifinals  | Semifinals  |  |  | Final                                           | Final |
|  |                                           |                                          |                                          |           |             |             |  |  |                                                 |       |
|  | 17 d'octubre de 2015 – Millennium Stadium |                                          |                                          |           |             |             |  |  |                                                 |       |
|  |                                           |                                          |                                          |           |             |             |  |  |                                                 |       |
|  | Nova Zelanda                              | 62                                       |                                          |           |             |             |  |  |                                                 |       |
|  | Nova Zelanda                              | 62                                       | 24 d'octubre de 2015– Twickenham Stadium |           |             |             |  |  |                                                 |       |
|  | França                                    | 13                                       |                                          |           |             |             |  |  |                                                 |       |
|  | França                                    | 13                                       | Nova Zelanda                             | 20        |             |             |  |  |                                                 |       |
|  | 17 d'octubre de 2015 – Twickenham Stadium |                                          | Nova Zelanda                             | 20        |             |             |  |  |                                                 |       |
|  |                                           | Sud-àfrica                               | 18                                       |           |             |             |  |  |                                                 |       |
|  | Sud-àfrica                                | Sud-àfrica                               | 18                                       | 23        |             |             |  |  |                                                 |       |
|  | Sud-àfrica                                |                                          | 31 d'octubre de 2015– Twickenham Stadium | 23        |             |             |  |  |                                                 |       |
|  | Gal·les                                   | 19                                       |                                          |           |             |             |  |  |                                                 |       |
|  | Gal·les                                   | 19                                       | Nova Zelanda                             | 37        |             |             |  |  |                                                 |       |
|  | 18 d'octubre de 2015– Millennium Stadium  |                                          | Nova Zelanda                             | 37        |             |             |  |  |                                                 |       |
|  |                                           | Austràlia                                | 14                                       |           |             |             |  |  |                                                 |       |
|  | Irlanda                                   | Austràlia                                | 14                                       | 20        |             |             |  |  |                                                 |       |
|  | Irlanda                                   | 25 d'octubre de 2015– Twickenham Stadium |                                          | 20        |             |             |  |  |                                                 |       |
|  | Argentina                                 | 43                                       |                                          |           |             |             |  |  |                                                 |       |
|  | Argentina                                 | 43                                       | Argentina                                | 15        | Tercer lloc | Tercer lloc |  |  |                                                 |       |
|  | 18 d'octubre de 2015– Twickenham Stadium  |                                          | Argentina                                | 15        | Tercer lloc | Tercer lloc |  |  |                                                 |       |
|  |                                           | Austràlia                                | 29                                       |           |             |             |  |  |                                                 |       |
|  | Austràlia                                 | Austràlia                                | 29                                       | 35        | Sud-àfrica  | 24          |  |  |                                                 |       |
|  | Austràlia                                 |                                          |                                          | 35        | Sud-àfrica  | 24          |  |  |                                                 |       |
|  | Escòcia                                   | 34                                       |                                          | Argentina | 13          |             |  |  |                                                 |       |
|  | Escòcia                                   | 34                                       |                                          |           | 13          |             |  |  |                                                 |       |
|  |                                           |                                          |                                          |           |             |             |  |  | 30 d'octubre de 2015– Estadi Olímpic de Londres |       |
|  |                                           |                                          |                                          |           |             |             |  |  |                                                 |       |

### Quarts de final
| Sud-àfrica                                                                                               | 23-19              | Gal·les                                                                                           | 17 d'octubre de 2015 16:00 BST (UTC+01) - Twickenham Stadium, Londres Assistència: 79.572 espectadors Àrbitre: Wayne Barnes (Anglaterra) |
| Assaigs: Du Preez 75' m Con.: Pollard (0/1) Pen.: Pollard (5/7) 9', 13', 17', 21', 62' Drop: Pollard 52' | [Fitxa del partit] | Assaigs: G. Davies 18' c Con.: Biggar (1/1) 19' Pen.: Biggar (3/4) 15', 47', 64' Drop: Biggar 40' | 17 d'octubre de 2015 16:00 BST (UTC+01) - Twickenham Stadium, Londres Assistència: 79.572 espectadors Àrbitre: Wayne Barnes (Anglaterra) |

| Nova Zelanda | 62-13              | França                                                                                 | 17 d'octubre de 2015 20:00 BST (UTC+01) - Millennium Stadium, Cardiff Assistència: 71.619 espectadors Àrbitre: Nigel Owens (Gal·les) |
| Assaigs: Retallick 11' c Milner-Skudder 23' c Savea (3) 29' c, 38' m, 59' c Kaino 50' m Read 64' c Kerr-Barlow (2) 68' c, 71' c Con.: Carter (7/9) 12', 25', 31', 60', 65', 68', 72' Pen.: Carter (1/1) 7' | [Fitxa del partit] | Assaigs: Picamoles 36' c Con.: Parra (1/1) 37' Pen.: Spedding (1/1) 9' Parra (1/2) 15' | 17 d'octubre de 2015 20:00 BST (UTC+01) - Millennium Stadium, Cardiff Assistència: 71.619 espectadors Àrbitre: Nigel Owens (Gal·les) |

| Irlanda                                                                                          | 20-43 | Argentina | 18 d'octubre de 2015 13:00 BST (UTC+01) - Millennium Stadium, Cardiff Assistència: 72.316 espectadors Àrbitre: Jérôme Garcès (França) |
| Assaigs: Fitzgerald 26' c Murphy 44' c Con.: Madigan (2/2) 27', 45' Pen.: Madigan (2/4) 20', 53' |       | Assaigs: Moroni 3' c Imhoff (2) 10' c, 73' c Tuculet 69' c Con.: Sánchez (4/4) 5', 10', 70', 74' Pen.: Sánchez (5/6) 13', 22', 51', 64', 77' | 18 d'octubre de 2015 13:00 BST (UTC+01) - Millennium Stadium, Cardiff Assistència: 72.316 espectadors Àrbitre: Jérôme Garcès (França) |

| Austràlia | 35-34              | Escòcia | 18 d'octubre de 2015 16:00 BST (UTC+01) - Twickenham Stadium, Londres Assistència: 77.110 espectadors Àrbitre: Craig Joubert (Sud-àfrica) |
| Assaigs: Ashley-Cooper 9' m Mitchell (2) 30' m, 43' c Hooper 40' m Kuridrani 64' c Con.: Foley (2/5) 44', 65' Pen.: Foley (2/2) 54', 80' | [Fitxa del partit] | Assaigs: Horne 18' c Seymour 59' m Bennett 74' c Con.: Laidlaw (2/3) 19', 75' Pen.: Laidlaw (5/5) 14', 21', 34', 47', 69' | 18 d'octubre de 2015 16:00 BST (UTC+01) - Twickenham Stadium, Londres Assistència: 77.110 espectadors Àrbitre: Craig Joubert (Sud-àfrica) |

### Semifinals
| Sud-àfrica                                                  | 18 – 20            | Nova Zelanda                                                                                         | 24 d'octubre de 2015 16:00 BST (UTC+01) - Twickenham Stadium, Londres Assistència: 80.090 espectadors Àrbitre: Jérôme Garcès (França) |
| Pen.: Pollard (5/5) 3', 11', 21', 39', 58' Lambie (1/1) 69' | [Fitxa del partit] | Assaigs: Kaino 6' c Barrett 52' c Con.: Carter (2/2) 9', 53' Pen.: Carter (1/2) 60' Drop: Carter 46' | 24 d'octubre de 2015 16:00 BST (UTC+01) - Twickenham Stadium, Londres Assistència: 80.090 espectadors Àrbitre: Jérôme Garcès (França) |

| Argentina                                  | 15-29              | Austràlia | 25 d'octubre de 2015 16:00 GMT (UTC+00) - Twickenham Stadium, Londres Assistència: 80.025 espectadors Àrbitre: Wayne Barnes (Anglaterra) |
| Pen.: Sánchez (5/5) 7', 24', 36', 45', 55' | [Fitxa del partit] | Assaigs: Simmons 2' c Ashley-Cooper (3) 10' c, 32' m, 72' c Con.: Foley (3/4) 3', 11', 73' Pen.: Foley (1/2) 48' | 25 d'octubre de 2015 16:00 GMT (UTC+00) - Twickenham Stadium, Londres Assistència: 80.025 espectadors Àrbitre: Wayne Barnes (Anglaterra) |

### Partit per la tercera plaça
| Sud-àfrica                                                                                           | 24-13              | Argentina                                                                                | 30 d'octubre de 2015 20:00 GMT (UTC+00) - Olympic Stadium, Londres Assistència: 55.925 espectadors Àrbitre: John Lacey (Irlanda) |
| Assaigs: Pietersen 6' c Etzebeth 43' m Con.: Pollard (1/2) 7' Pen.: Pollard (4/5) 14', 33', 40', 48' | [Fitxa del partit] | Assaigs: Orlandi 80' c Con.: Sánchez (1/1) 80' Pen.: Sánchez (1/1) 52' Drop: Sánchez 42' | 30 d'octubre de 2015 20:00 GMT (UTC+00) - Olympic Stadium, Londres Assistència: 55.925 espectadors Àrbitre: John Lacey (Irlanda) |

### Final
| Nova Zelanda | 34-17              | Austràlia                                                                              | 31 d'octubre de 2015 16:00 GMT (UTC+00) - Twickenham Stadium, Londres Assistència: 80.125 espectadors Àrbitre: Nigel Owens (Gal·les) |
| Assaigs: Milner-Skudder 39' c Nonu 42' m Barrett 79' c Con.: Carter (2/3) 40', 80' Pen.: Carter (4/4) 8', 27', 36', 75' Drop: Carter 70' | [Fitxa del partit] | Assaigs: Pocock 53' c Kuridrani 64' c Con.: Foley (2/2) 54', 65' Pen.: Foley (1/1) 14' | 31 d'octubre de 2015 16:00 GMT (UTC+00) - Twickenham Stadium, Londres Assistència: 80.125 espectadors Àrbitre: Nigel Owens (Gal·les) |

## Mitjans de Comunicació
ITV Sport va ser la poseïdora dels drets televisius tant al Regne Unit com a tot el món, després d'haver signat un acord l'any 2011 per transmetre els torneigs de les Copa del món de Rugbi de 2011 i 2015. ITV va guanyar els drets en una subhasta davant de rivals com la British Broadcasting Corporation o Sky Sports. A la resta dels països la cobertura del torneig es va fer a través dels següents canals:
| Pais                | Canal                 | Retransmissió |
| ------------------- | --------------------- | --- |
| Argentina           | ESPN                  | Com a mínim 16 partits (tots els de l'Argentina i Uruguai i la fase final).                                                              |
| Austràlia           | Fox Sports            | Els 48 partits en directe |
| Austràlia           | Nine Network          | Els partits d'Austràlia en obert |
| Canadà              | TSN                   | Els 48 partits en directe per TSN, TSN2 or TSN.ca.                                                                                       |
| Canadà              | RDS                   | Els drets dels partits en francès. |
| Fiji                | Fiji TV, FBC TV       | Els 48 partits en directe. |
| França              | TF1                   | 21 partits, tots els de França, i els millors partits de la fase de grups, dos partits de quarts i la resta de la fase final.            |
| França              | Canal+                | 27 partits no emesos per TF1. |
| Alemanya            | Eurosport alemany     | 20 partits, inclosos l'inaugural i la final.                                                                                             |
| Geòrgia             | TBA                   | |
| Irlanda             | TV3                   | Els 48 partits en directe. |
| Itàlia              | Sky Sport             | Els 48 partits en directe. |
| Japó                | TBA                   | |
| Namíbia             | TBA                   | |
| Nova Zelanda        | Sky Sport             | Els 48 partits en directe. |
| Romania             | TBA                   | |
| Samoa               | TBA                   | |
| Sud-àfrica          | SuperSport            | Els 48 partits en directe. |
| Tonga               | TBA                   | |
| Regne Unit          | ITV, ITV4             | Els 48 partits en directe per ITV 1 o ITV 4 en territori britànic.                                                                       |
| Estats Units        | Universal Sports, NBC | Els partits dels Estats Units, el partit inaugural i la fase final                                                                       |
| Gal·les             | S4C                   | Tots els partits de Gal·les en directe, el partit inaugural, un partit de quarts i una semifinal, el partit pel 3r i 4r lloc i la final. |
| Uruguai             | ESPN                  | Com a mínim 16 partits (tots els de l'Argentina i Uruguai i la fase final).                                                              |
| Catalunya i Espanya | Canal Plus            | Torneig complet |

## Entrades
El preu de les entrades es va anunciar al novembre de 2013. Els preus de les entrades per a adults començaven a partir de 15£ per als partits de la fase de grup i en el cas del nens en 7 lliures en 41 dels 48 partits. Les entrades per a la final del mundial variaven entre les 150£ i les 715£.

## Quadre d'honor
| Campió de la Copa del Món de Rugbi 2015 | Campió de la Copa del Món de Rugbi 2015 | Campió de la Copa del Món de Rugbi 2015 |
| --------------------------------------- | --------------------------------------- | --------------------------------------- |
| · Nova Zelanda                          |                                         |                                         |
| 2n lloc                                 | 3r lloc                                 | 4t lloc                                 |
| Austràlia                               | Sud-àfrica                              | Argentina                               |